# Jorge Fucile
Jorge Fucile était un footballeur international uruguayen né le 19 novembre 1984 à Montevideo. Il joue au poste de latéral droit.

## Biographie

### En club
Jorge Fucile commença sa carrière professionnelle au sein du Liverpool FC dans son pays natal. En 2006, il signe au FC Porto où il remportera ses premiers titres majeurs notamment la Liga NOS quatre fois mais surtout la Ligue Europa en 2011. En 2014, il revient au pays en signant pour le Club Nacional jusqu'en 2018. Il joue depuis 2020 au CA Juventud. 

### En sélection
Jorge Fucile joua son premier match avec l'Uruguay le 24 mai 2006 lors d'un match amical contre la Roumanie pour une victoire 2-0. Il est convoqué par Óscar Tabárez pour participer à la Copa América 2007, compétition durant laquelle l'Uruguay sera éliminée par le Brésil en demi-finales. 
Lors de la Coupe du monde 2010, il tente tout comme son compatriote Luis Suárez d'arrêter de la main une tête de Dominic Adiyah, qui s'apprêtait à rentrer dans les cages uruguayennes à la dernière minute des prolongations, mais contrairement à ce dernier, qui reçoit un carton rouge, il échoue. 
Il est de nouveau convoqué pour participer à la Coupe du monde 2014, l'Uruguay sera éliminé en huitièmes de finale par la Colombie sur un doublé de James Rodríguez.
Jorge Fucile participera ensuite à la Copa America 2015 où l'Uruguay sera éliminée en quarts-de-finale par le Chili, futur vainqueur de la compétition. Il joua sa dernière grande compétition lors de la Copa America 2016, la Celeste sortant durant les phases de poules. 

## Palmarès
- Vainqueur de l'Ligue Europa en 2011 avec le FC Porto
- Champion du Portugal en 2007, 2008, 2009 et 2011 avec le FC Porto
- Vainqueur de la Coupe du Portugal en 2009 et 2010 avec le FC Porto
- Vainqueur de la Supercoupe du Portugal en 2009, 2010 et 2013 avec le FC Porto.

## Statistiques
- 49 sélections en équipe d'Uruguay
- 24 matchs de Ligue des Champions (C1)
- 10 matchs en Ligue Europa (C3)
- 101 matchs en 1re division portugaise